# Фарнак (царь Каппадокии)
Фарнак (др.-греч. Φαρνάκης) — царь Каппадокии, правивший в VI веке до н. э.

## Биография
Согласно сведениям, переданным Диодором Сицилийским, Фарнак правил Каппадокией в VI веке до н. э. и был женат на родной сестре персидского царя Камбиса I Атоссе. У супругов родился сын Галл. Историк С. Ю. Сапрыкин, оценивший эту информацию, переданную Диодором Сицилийским, как «полумифологическую», считает Атоссу не теткой Кира Великого, а его дочерью.
Антиковед О. Л. Габелко характеризует личность Фарнака как «весьма загадочную». С одной стороны, это имя относится к именослову Ахеменидов. Но само правление Фарнака пришлось на период, предшествовавший включению Каппадокии в состав персидской державы. Исследователь Паничек П. считает, что Фарнак был специально внесен в родословную Ариаратидов, чтобы продемонстрировать её автохтонную составляющую.